# 簇頭里
簇頭里（そうとうり、チョクトゥリ、족두리）は、近代以前に朝鮮の女性が礼装の際に使用した冠の一種である。外側は七宝で飾られた黒い絹で覆われていて、内側は綿が詰め込まれている。上部は六角形で下部は円筒形。今日でも朝鮮民族の婚礼の場で使用されている。着用方法として、簇頭里と共にピニョ（簪の一種）で髪を固定する。

## 歴史
起源は高麗時代末期に着用されたモンゴルの帽子であるコゴリ（姑姑里）とされている。高麗時代の簇頭里は朝鮮時代の物より大きかったと推定されている。朝鮮時代後期に、英祖とその孫である正祖の治世中に加髢が禁止された際に、加髢の代用品としてこの冠の着用を強く推奨された。ただし、1788年に正祖から外側の七宝の過度な使用を禁じられた。
- 簇頭里を着用した女性
- 簇頭里を使った伝統的な婚礼
- 簇頭里の例